# Хадсонов пролаз
Хадсонов пролаз (фр. Détroit d'Hudson) повезује Атлантски океан и Лабрадорско море са Хадсоновим заливом у Канади. Лежи између Бафинове земље и северне обале провинције Квебек у Канади. Источни улаз у Хадсонов пролаз обележавају острво Резолушон и рт Чидлеј. Пролаз је широк између 120 и 200 km, а дугачак је око 700 km. Теснац је дугачак око 750 km са просечном ширином од 125 km, варирајући од 70 km на источном улазу до 240 km у заливу Десепшон.
Енглески морепловац сер Мартин Фробишер је био први Европљанин који је известио о уласку у мореуз, 1578 године. Он је плиму на улазу назвао Бесни преокрет и назвао мореуз Погрешним теснацом, пошто је сматрао да мање обећава као улаз у Северозападни пролаз, него водено тело које је касније названо Фробишер Беј. Џон Дејвис је пловио поред улаза у мореуз током свог путовања 1587. године. Први Европљанин који је истражио мореуз био је Џорџ Вејмут који је 1602. препловио 300 наутичких миља иза Бесног преокрета. Теснац је добио име по Хенрију Хадсону који га је истражио 1610. на броду Дискавери, истом броду који је претходно користио Џорџ Вејмут 1602. Хадсона је пратио Томас Батон 1612. и детаљнија експедиција мапирања коју су водили Роберт Бајлот и Вилијам Бафин 1616. године.
Хадсонов мореуз повезује северне морске луке Манитобе и Онтарија са Атлантским океаном. Теснац би могао да послужи као источни улаз у Северозападни пролаз да није леда у мореузу Фурија и Хекла јужно од западног Бафиновог острва.

## Величина
Међународна хидрографска организација дефинише границе Хадсоновог мореуза на следећи начин:
- На западу. Линија од Нувук Пoјнта (62° 21′ N 78° 06′ W / 62.350° С; 78.100° З) до Лејсон Појта, одатле источном обалом острва Саутхамптон до Сихорс Појнта, његовог источног екстрема, одатле линија до тачке Лојд (64° 25′ N 78° 07′ W / 64.417° С; 78.117° З) Бафиново острво.
- На северу. Јужна обала Бафиновог острва између Лојд Појнта и Ист Блафа.
- На Истоку. Линија од Ист Блафа, југоисточног краја Бафиновог острва (61° 53′ N 65° 57′ W / 61.883° С; 65.950° З), до Појнт Меридијана, западног екстремног дела острва Лоуер Савиџ, дуж обале до његовог југозападног екстрема и одатле линија преко до западног крајњег дела острва Резолушон, преко његове југозападне обале до Хатон хедланда, његове јужне тачке, одатле линија до рта Чидли, Лабрадор (60° 24′ N 64° 26′ W / 60.400° С; 64.433° З).
- На југу. Копно између рта Чидли и тачке Нувук.

## Откриће
Хенри Хадсон је на броду Дискавери 1610. године открио пролаз. Дуго се сматрало да је то чувени Северозападни пролаз према Кини.
Себастијан Кабо је први открио Хадсонов пролаз 1517. године. Ипак пролаз је добио име по Хадсону, јер је Хадсон први прошао кроз цели пролаз.